# Copris manni
Copris manni är en skalbaggsart som beskrevs av Ochi, Kon och Bai 2009. Copris manni ingår i släktet Copris och familjen bladhorningar. Inga underarter finns listade i Catalogue of Life.